# Bastion des Tailleurs de Cluj-Napoca

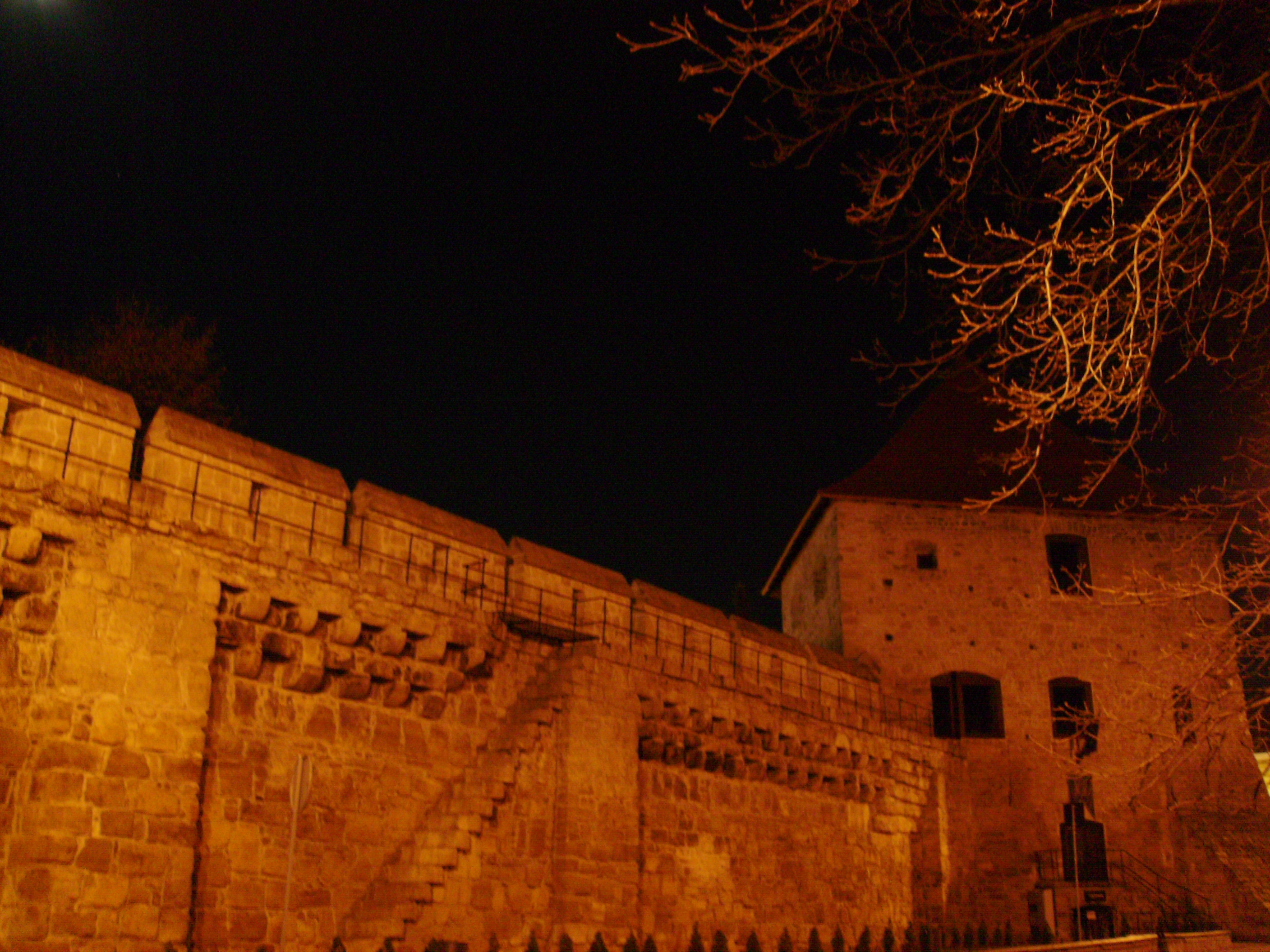
Le bastion des Tailleurs la nuit

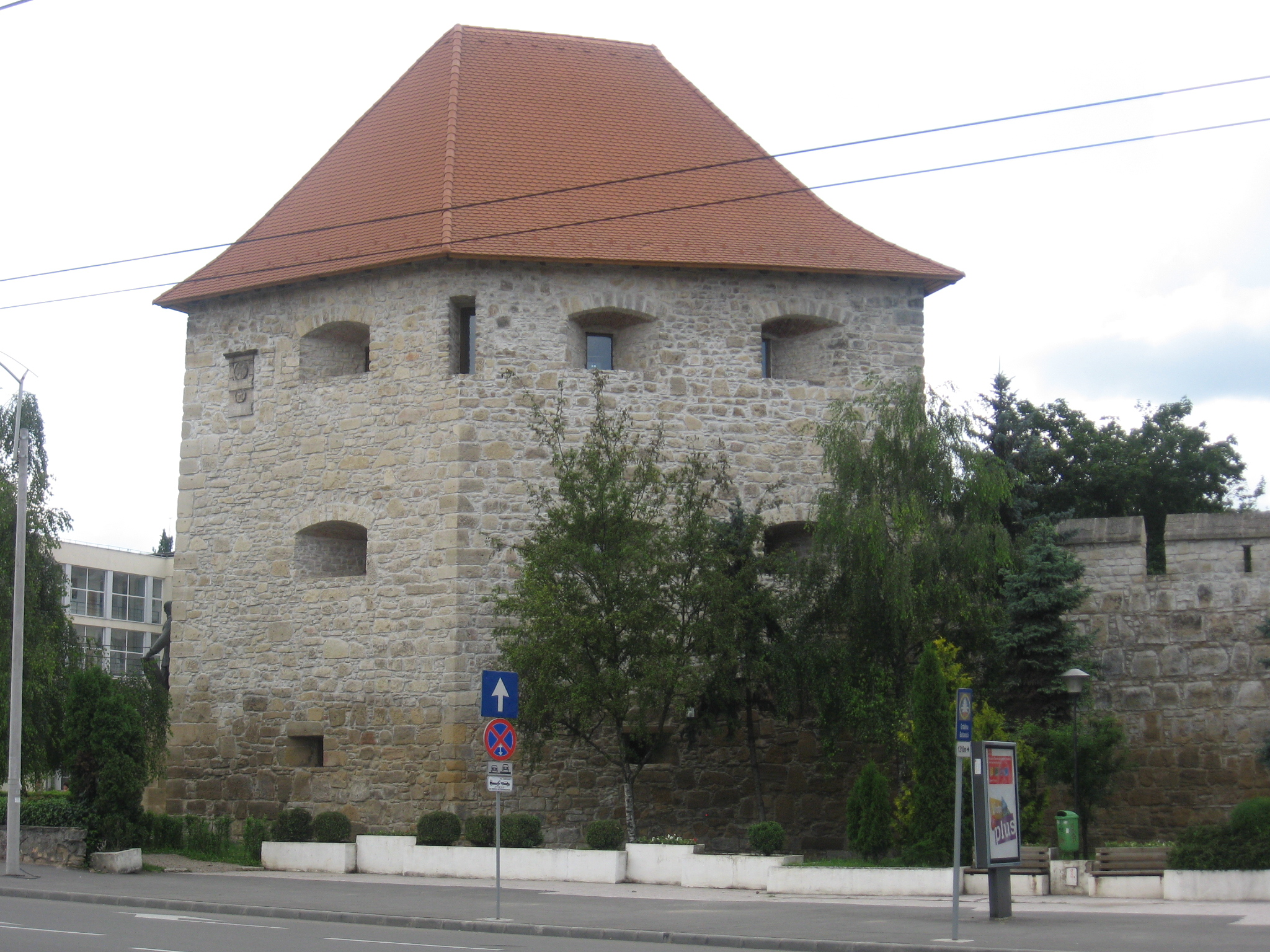
Le bastion des Tailleurs vu de lest

Le bastion des Tailleurs (roumain: Bastionul Croitorilor, hongrois: Bethlen vagy szabók bástyája) est un des quelques éléments de la fortification de Cluj-Napoca à avoir survécu jusqu'à présent. Il tire son nom de la corporation des tailleurs qui l'a financé et qui était chargée de son entretien et de sa défense.
Le bastion constituait le coin sud-est de la deuxième enceinte de la ville. Il fut érigé au XVe siècle et on en fit mention en 1475. Il fut reconstruit sous le règne de Gabriel Bethlen et il reçut sa forme actuelle en 1629.
Le bastion est bâti en pierres et ses murs sont encore prévus de meurtrières. Il se prolonge vers le nord avec un fragment du mur est de l'enceinte. Ce fragment de mur a bien préservé ses créneaux et son chemin de ronde.
Restauré en 2008-2009, le bastion a réintégré l'espace culturel de la ville : il accueille des expositions et des conférences. En outre, il abrite une très petite exposition permanente sur l'histoire de la ville. Au sous-sol il y a un café.